# Sky Radio (Niederlande)
Sky Radio ist ein niederländischer privater Hörfunksender, der von der Sky-Radio-Gruppe betrieben wird. Der Sender spielt nahezu ausschließlich Musik, unterbrochen nur von Werbung, Nachrichten, Wetter- und Verkehrsinformationen. Zwischen 1997 und 2004 war Sky Radio der meistgehörte Hörfunksender in den Niederlanden.
Der Sendestart von Sky Radio war am 30. September 1988. Zunächst war das Programm nur über Kabel zu empfangen. 1992 erhielt der Sender erstmals eine terrestrische Frequenz und war so auch im Westen der Niederlande zu hören. In den folgenden Jahren wurden die Frequenzzuteilungen mehrfach geändert, so dass Sky Radio seit 2003 in den gesamten Niederlanden verbreitet wird.
Darüber hinaus ist Sky Radio auch digital über den Satelliten Astra 3B zu empfangen.

## Geschichte
Sky Radio ging am 30. September 1988 als selbst ernanntes „Spin-off“ des damaligen TV-Senders Sky Channel auf Sendung. Es gehörte damals der News Corporation, unter anderem Eigentümerin der britischen Medien The Sun, The Times und bis 1991 auch des Sky Channels. Wie alle privaten Hörfunksender durfte auch Sky Radio nicht über UKW und Kabel ausgestrahlt werden, da dies zu der Zeit in den Niederlanden nur den öffentlich-rechtlichen Sendern gestattet war. Deshalb wurde das Programm offiziell aus dem Ausland gesendet und konnte somit über das niederländische Kabelnetz ausgestrahlt werden.
In den darauf folgenden Jahren stiegen die Hörerzahlen von Sky Radio immer weiter an. Der Sender versuchte deshalb mehrmals, eine Sendegenehmigung zu bekommen, was aber immer wieder abgelehnt wurde. Die Situation verschlimmerte sich weiter, da dem Sender immer schlechtere Frequenzen zugewiesen wurden und die Sendeplätze der öffentlich-rechtlichen geschützt wurden.
Zwischen Juli und Dezember 1992 brachte Sky Radio einen neuen zusätzlichen Radiosender namens Hitradio. Im Dezember 1992 wurde der Sender dann durch Radio 538 ersetzt.
Nach langen juristischen Verhandlungen durfte Sky Radio am 15. September 1995 auch terrestrisch auf der Frequenz 100,7 FM auf Sendung gehen. Im Herbst 1996 konnte es den größten Erfolg seiner Sendergeschichte verzeichnen, als es mehr Zuhörer hatte als Radio 3 (heute 3FM), damals der meistgehörte Radiosender der Niederlande.
Im Januar 1998 bekam Sky Radio mit 100,4 FM eine zweite Frequenz hinzu. Einen Monat später feierte der Sender mit einer großen Feier sein 10-jähriges Bestehen. Im März 2001 entschied die Regierung, dass Sendefrequenzen in einer Versteigerung an den Meistbietenden vergeben werden sollen. Die Privatsender und ihre Hörer fühlten sich ungerecht behandelt, da sie nicht so viel Geld bezahlen konnten wie die öffentlich-rechtlichen Sender. Durch diesen Widerstand wurde die Versteigerung abgesagt. Im Dezember 2002 wurde entschieden, dass die Frequenzen neu vergeben werden, unabhängig davon, ob es sich um jene von privaten oder öffentlich-rechtlichen Sendern handelt. Am 26. Mai 2003 wurde Sky Radio der Frequenzbereich 101 FM zugeteilt. Seitdem heißt der Sender Sky Radio 101 FM. Im März 2005 bekam Sky Radio ein neues Design und ein völlig neues Logo, das dem Sender wieder neuen Auftrieb gab.
Am 1. Februar 2006 wurde Sky Radio von der Sky Radio Group gekauft. Die News Corporation verkaufte Sky Radio 101 FM, Radio Veronica, Classic FM und Sky Radio Hessen in Deutschland an ein Konsortium unter Führung der Telegraaf Media Groep.
Im Jahr 2021 gehört der Sender zum Talpa Network von John de Mol und wird von OMS vermarktet.

## Logos

Logo von 1994 bis 1998
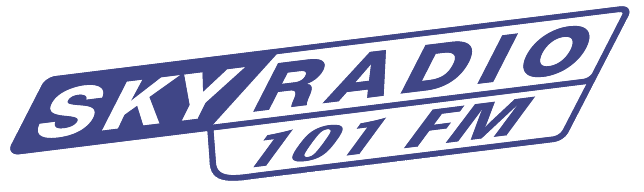
Logo mit wechselnder Frequenzangabe von 1998 bis 2005
Logo von 2005 bis 2012